# Хопкинс, Кейтлин
Ке́йтлин Хо́пкинс (англ. Kaitlin Hopkins), урождённая — Пёссон (англ. Persson; 1 февраля 1964, Нью-Йорк, Нью-Йорк, США) — американская актриса

, театральный режиссёр

 и кинопродюсер.

## Биография

### Ранние годы и начало карьеры
Кейтлин Хопкинс, урождённая Пёссон, родилась 1 февраля 1964 года в Нью-Йорке (штат Нью-Йорк, США) в семье театрального продюсера и режиссёра Джина Пёссона (1934—2008) и актрисы Ширли Найт (род. 1936), которые были женаты в 1959—1969 годы. В 1969 году мать тогда 5-летней Кейтлин повторно вышла замуж за сценариста Джона Хопкинса (1931—1998), который дал девочке свою фамилию. Хопкинс была воспитана матерью и отчимом в Лондоне, но когда ей было 12 лет семейство вернулось в Нью-Йорк. В следующем году она начала свою карьеру в летнем выпуске «Детского часа» с Джоан Вудворд в главной роли её матери.
Она окончила Школу Уиллистона Нортгемптона в 1982 году, где она была членом «Уиллистон Уидигерс». Она участвовала в программе музыкального театра в Университете Карнеги-Меллона и училась в Королевской академии драматических искусств в Лондоне.

### Дальнейшая карьера
В 1990-е-2000-е годы Кейтлин активно снималась в кино и на телевидении.
В 2002 году Хопкинс дебютировала на Бродвее в пьесе «Шум за сценой». Она также появилась в мюзиклах «Anything Goes» с Пэтти ЛюПон и «How the Grinch Stole Christmas» в Линкольн-центре.
Хопкинс выступала на многочисленных концертах в прямом эфире для LA Theatre Works, включая «Доказательство» с Энн Хеч и «Хроники Хайди» с Мартой Плимптон.
Хопкинс была назначена новым руководителем музыкального театра в Техасском государственном университете под руководством кафедры д-р Джон Флеминга.

### Личная жизнь
В 1996—2001 годы Кейтлин была замужем за актёром Дэниелом Пассером.
С сентября 2007 года Кейтлин замужем во второй раз за Джимом Прайсом.

## Избранная фильмография
| Год  |   | Русское название                      | Оригинальное название             | Роль                     |
| ---- | - | ------------------------------------- | --------------------------------- | ------------------------ |
| 1992 | с | Другой мир                            | Another World                     | Келси Харрисон           |
| 1994 | с | Беверли-Хиллз, 90210                  | Beverly Hills, 90210              | Лиза Марчинсон           |
| 1994 | с | Она написала убийство                 | Murder, She Wrote                 | Марси Стоун Девон        |
| 1995 | с | Доктор Куин, женщина-врач             | Dr. Quinn, Medicine Woman         | Лиллиан Купер            |
| 1996 | с | Звёздный путь: Глубокий космос 9      | Star Trek: Deep Space Nine        | Килана                   |
| 1997 | с | Военно-юридическая служба             | JAG                               | врач                     |
| 1997 | ф | Лучше не бывает                       | As Good as It Gets                | женщина в лобби          |
| 2000 | с | Практика                              | The Practice                      | Карен Миллс              |
| 2000 | с | Звёздный путь: Вояджер                | Star Trek: Voyager                | Дала                     |
| 2000 | ф | Как убить соседскую собаку?           | How to Kill Your Neighbor's Dog   | Виктория                 |
| 2000 | с | Диагноз: убийство                     | Murder: Diagnosis                 | Софи Фостер              |
| 2001 | с | Спин-Сити                             | Spin City                         | Энн Бондек               |
| 2001 | ф | Крокодил Данди в Лос-Анджелесе        | Crocodile Dundee in Los Angeles   | Мисс Мэтис               |
| 2002 | с | Провиденс                             | Providence                        | имя персонажа неизвестно |
| 2002 | с | Женская бригада                       | The Division                      | Мисисс Хеннинг           |
| 2004 | с | Спаси меня                            | Rescue Me                         | мама Дженнифер           |
| 2006 | с | Закон и порядок: Специальный корпус   | Law & Order: Special Victims Unit | Памела Хантер            |
| 2006 | с | Закон и порядок: Преступное намерение | Law & Order: Criminal Intent      | Миссис Хоффман           |
| 2007 | ф | Дневники няни                         | The Nanny Diaries                 | Битси                    |
| 2008 | с | Закон и порядок                       | Law & Order                       | адвокат Кэхилла          |
| 2009 | ф | Шопоголик                             | Confessions of a Shopaholic       | планировщик мероприятия  |